# Antoni Porębski
Antoni Porębski (ur. 3 maja 1898 w Wielopolu, zm. 18 maja 1967 w Sanoku) – polski duchowny rzymskokatolicki, dziekan, kanonik honorowy kapituły przemyskiej, prepozyt.

## Życiorys

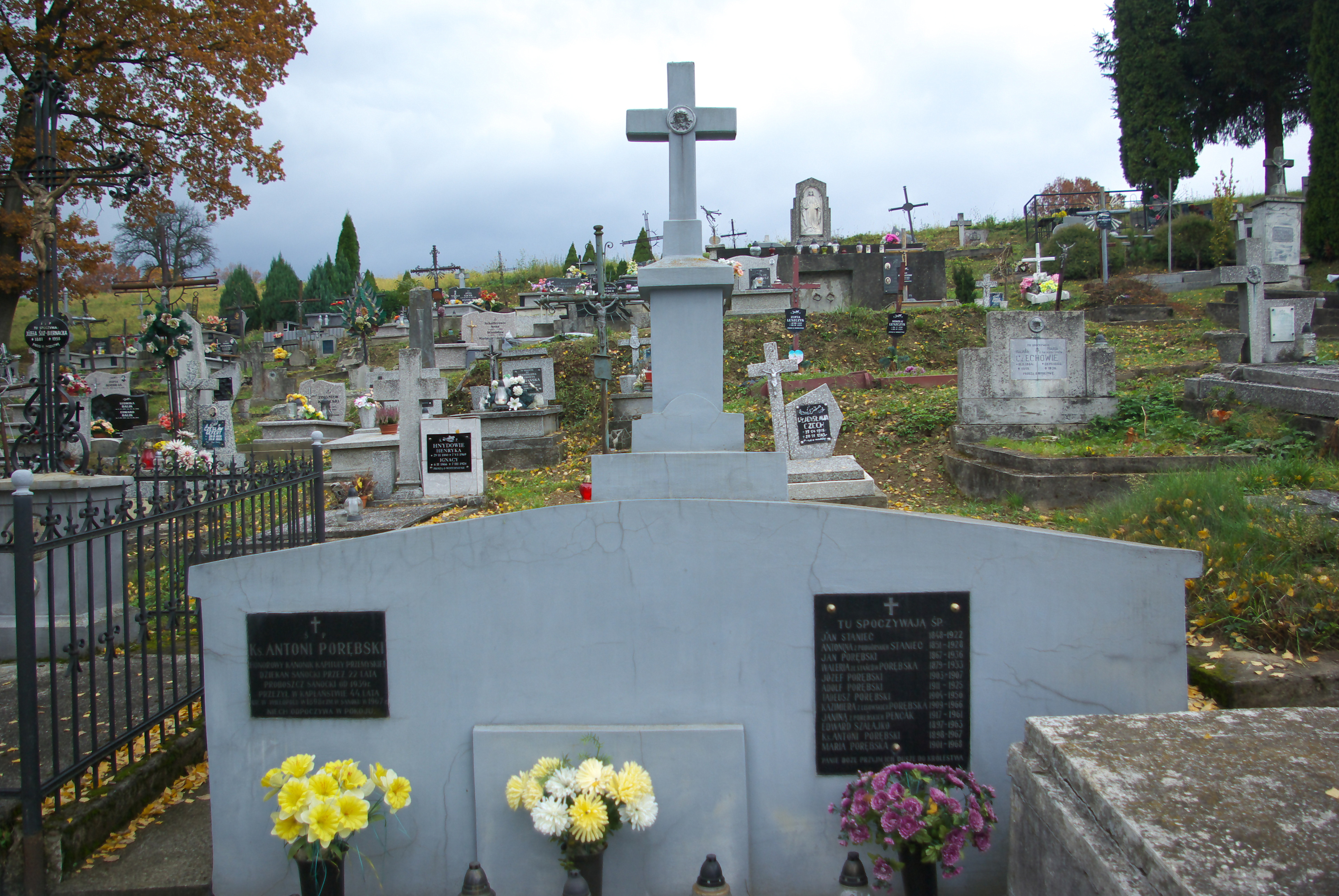
Grobowiec rodziny Porębskich na Nowym Cmentarzu w Zagórzu

Urodził się 3 maja 1898 w Wielopolu koło Zagórza w wielodzietnej rodzinie jako syn Jana (1867-1936, strażnik kolejowy) i Walerii z domu Staniec (1879-1933). Kształcił się w C. K. Gimnazjum Męskim w pobliskim Sanoku, gdzie podczas I wojny światowej w 1916 ukończył V klasę. Następnie uczęszczał do Gimnazjum w Przemyślu. Od 1910 był w harcerstwie.
Po odzyskaniu przez Polskę niepodległości jako  ochotnik służył jako żołnierz w Wojsku Polskim od listopada 1918 do 1920. Ukończył Seminarium Duchowne w Przemyślu. 27 maja 1923 otrzymał święcenia kapłańskie. Od 1923 do 1924 posługiwał jako katecheta w parafii Najświętszej Maryi Panny Wniebowziętej w Rzepienniku Biskupim. Od października 1924 pracował w przemyskiej Kurii Biskupiej, w tym jako sekretarz, od grudnia 1924 kapelan domowy biskupa ordynariusza bpa Anatola Nowaka, od połowy 1926 notariusz Sądu Duchownego oraz wicekanclerz. W 1928 zdał egzamin konkursowy. Publikował artykuły o treści religijnej w prasie katolickiej. Był redaktorem periodyku „ Kronika Diecezji Przemyskiej”.
W 1930 otrzymał tytuł Expositorium Canonicale. Został odznaczony Medalem Pamiątkowym za Wojnę 1918–1921.
Ze stanowiska wicekanclerza Kurii Biskupiej w styczniu 1939 został mianowany proboszczem parafii Przemienienia Pańskiego w Sanoku, działającej w kościele pod tym wezwaniem (jego poprzednikiem był ks. Bartłomiej Krukar). Jeszcze przed wybuchem II wojny światowej dokonał remontu plebanii przykościelnej. W 1939 dokonał poświęcenia kościoła św. Antoniego w Lisznej. Funkcję proboszcza pełnił podczas okupacji niemieckiej, a następnie przez ponad 20 lat w okresie PRL. W 1941 otrzymał przywilej noszenia rokiety i mantoletu. Po wojnie do kościoła zostały zakupione nowe dzwony i organy, a także trzy witraże. W 1952 dokonał poświęcenia nowej kaplicy w Płowcach. W 1953 został mianowany kanonikiem honorowym kapituły diecezji przemyskiej. Pełnił urząd prepozyta. Proboszcz Antoni Porębski odwiedzał internowanego w bieszczadzkim klasztorze nazaretanek w Komańczy kardynała Stefana Wyszyńskiego (proboszczem w Komańczy był ks. Stanisław Porębski) oraz gościł go w Sanoku po zwolnieniu 28 września 1956. Po 1957 wspierał i patronował odbudowie klasztoru Karmelitów Bosych w Zagórzu. W 1961 w imieniu parafii nabył od Jerzego Orawca kamienicę przy ul. Jana III Sobieskiego 10 w Sanoku. Przez 22 lata pełnił funkcję dziekana w Sanoku.
Antoni Porębski zmarł w nocy 17/18 maja 1967. Został pochowany na Nowym Cmentarzu w Zagórzu 20 maja 1967 w grobowcu rodzinnym, który został odnowiony do 2006.
Jego następcą na stanowisku proboszcza w Sanoku został Adam Sudoł. Brat ks. Antoniego Porębskiego, Władysław, także został księdzem (posługiwał w Medyce).